# Cerro Azul (municipalité)
Pour les articles homonymes, voir Cerro Azul.
La municipalité de Cerro Azul est l'une des 212 municipalités de l'État de Veracruz, et est située dans la partie nord de cet État. Située à l'ouest du golfe du Mexique, elle appartient au bassin versant du fleuve Río Tuxpan et est assise sur les piémonts du massif montagneux de la Sierra Madre orientale, qui s'étend à l'ouest. Son chef-lieu est la ville éponyme de Cerro Azul. Elle dépend de la région Huasteca Baja, du nom du peuple des Huaxtèques qui y est établi, et est une des 10 subdivisions administratives de l'État de Veracruz.

## Géographie
La municipalité de Cerro Azul appartient aux confins nord du bassin versant du fleuve Río Tuxpan. Elle comprend également de petits affluents du fleuve côtier San Marcos, qui se jette dans la lagune de Tamiahua, sur le golfe du Mexique. Assise sur les piémonts orientaux du massif montagneux de la Sierra Madre orientale, en un secteur nommé Sierra de Otontepec, son altitude oscille entre 10 et 400 mètres. Son chef-lieu, la ville éponyme de Cerro Azul, se trouve dans le centre-est de son territoire. Ce territoire couvre une superficie de 91 km2, et était peuplé en 2020 de 25 011 habitants, pour une densité de 274,8 habitants par km2.
Cette municipalité est limitrophe au nord de celles de Tamiahua et de Tancoco, à l'ouest et au sud de celle de Tepetzintla, et à l'est de celle d'Álamo Temapache.

## Composition et démographie
La municipalité était composée en 2020 de 36 localités, dont une seule était considérée comme urbaine, les autres étant rurales.
| Localité                         | Population |
| -------------------------------- | ---------- |
| Cerro Azul                       | 21 318     |
| Juan Felipe                      | 862        |
| Piedra Labrada                   | 584        |
| La Campechana                    | 419        |
| Colonia Morelos (El Veinticinco) | 411        |
| Reste des localités              | 1417       |
| Total population                 | 25 011     |

En plus de l'espagnol, plusieurs langues amérindiennes sont parlées dans la municipalité, dont les principales sont par ordre d'importance : le nahuatl, le huastèque, le tepehuan, le mixe et le totonaque, les autres langues étant plus marginales.

## Histoire
L'histoire récente de cette municipalité est marquée par la production pétrolière, avec un premier gisement découvert en 1906. En 1916 est percé le puits n°4, qui atteint en février de cette année un record mondial de production, avec 260 858 barils extraient en 24 heures.
En 1963, la municipalité de Cerro Azul est créée sur une part du territoire de celle de Tepetzintla,.

## Économie

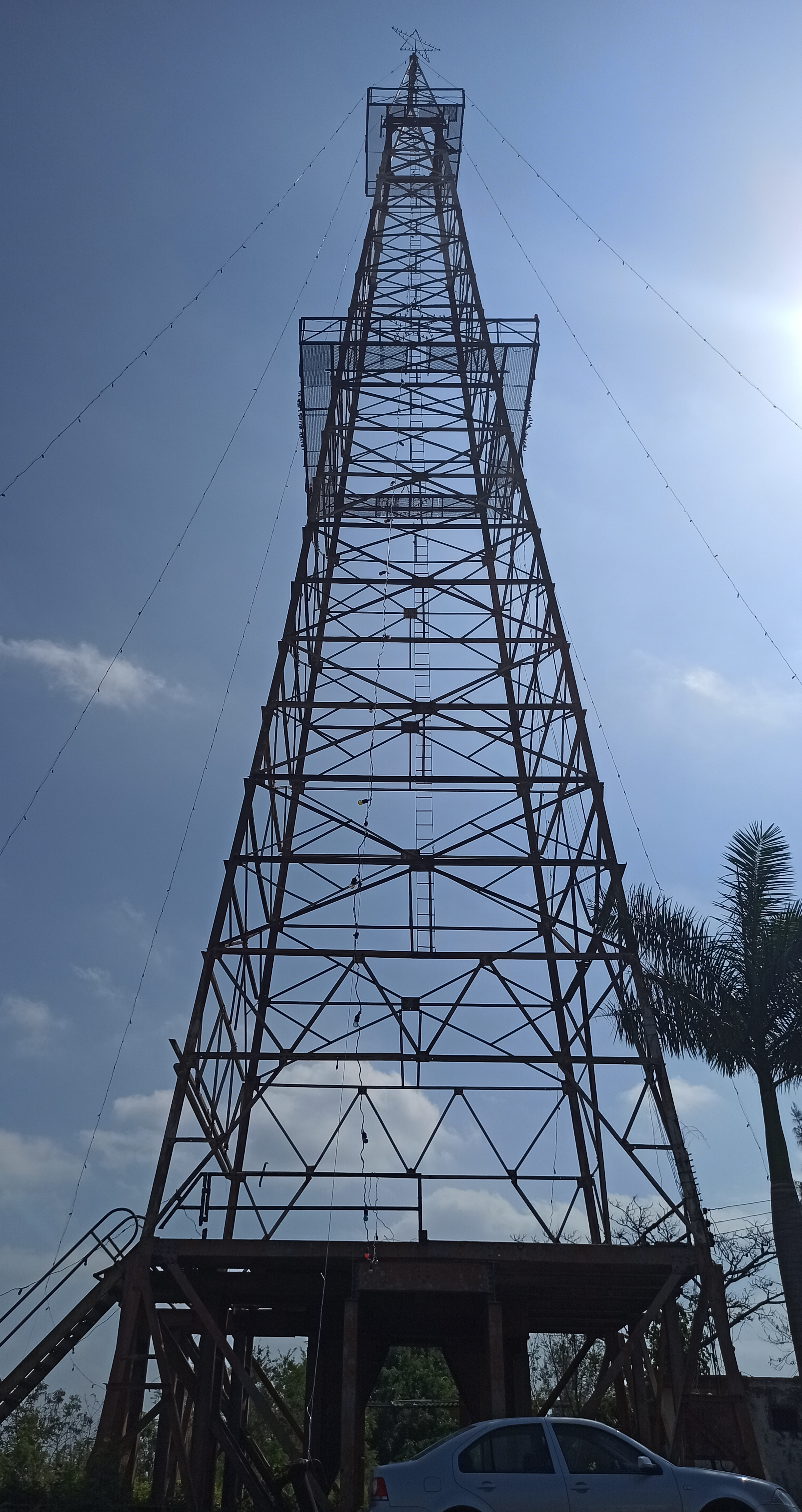
Tour située près des bureaux de Pemex

### Agriculture et élevage
La superficie des parcelles semées représentait en 2021 une surface totale de 417 hectares, parmi lesquels 295 hectares étaient voués à la culture du maïs, 54 hectares étaient voués à la culture de l'orange, et 45 hectares étaient voués à celle du citron.
En 2021, la production de viande par tonnes comprenait 1162 tonnes de viande bovine, 30,2 tonnes de viande porcine, 7,1 tonnes de viande ovine, et 1 tonne de dinde. La superficie vouée à l'élevage représentait alors 7430 hectares.

### Pétrochimie
Le territoire de la municipalité présente des gisements d'hydrocarbures, nommé génériquement Campo Toteco, en exploitation depuis 1906. Si l'exploitation du pétrole y est bien connue avec le puits n°4, le champ comprend également des ressources en gaz, l'ensemble étant exploité par la compagnie publique Pemex,.
Autour de cette activité d'extraction de pétrole et de gaz, sur un site ayant marqué l'histoire industrielle du pays, existe un projet de géoparc. Ce projet n'était pas abouti en 2019.
Ce champ pétrolier et gazier se trouve par ailleurs sur le flanc nord-est d'un vaste bassin d'hydrocarbures, le bassin de Chicontepec, qui pose cependant d'importantes difficultés d'exploitation.